# Jaime Zudáñez
Jaime Zudáñez is een provincie in het departement Chuquisaca in Bolivia. De provincie is genoemd naar de vrijheidsstrijdster Jaime de Zudáñez (1772-1832) die in het gebied is geboren. De provincie heeft een oppervlakte van 3738 km² en heeft 39.992 inwoners (2012). De hoofdstad is Villa Zudañez.
Jaime Zudáñez is verdeeld in vier gemeenten:
- Icla
- Mojocoya
- Presto
- Zudáñez

Belisario Boeto · 
Hernando Siles · 
Jaime Zudáñez · 
Juana Azurduy de Padilla · 
Luis Calvo · 
Nor Cinti · 
Oropeza · 
Sud Cinti · 
Tomina · 
Yamparáez